# AIR AGENCY
株式会社AIR AGENCY（エアーエージェンシー、英: AIR AGENCY Co.Ltd.）は、日本の芸能事務所・音響制作会社。主に声優のマネージメントを行うほか、アニメーションなどの音響制作も行っている。

## 来歴
2006年11月、声優の藤原啓治が賢プロダクションから独立し設立。数名での起業だった。藤原は死去するまで代表取締役を務めた。
2013年3月ごろ、本社を移転。
2015年4月に公式サイト大幅リニューアル。
2020年4月12日、藤原が死去。賢プロダクション時代よりマネージャー・スタッフとして藤原を支えてきた渡部栄一が代表取締役に就任した。

## 概要
会社を立ち上げた理由は前社長の藤原啓治曰く「スケジュールのパズルやギャラの交渉を自分でしてみたいという好奇心もあったのですが、一番は、モノを作ろうとすると、会社があった方がいいということでした。例えば、東京でイベントをやると地方から交通費を払ってまで来てくれるファンの方がいるんです。それをこちらから行ってできないかなって。そういう試みはあまり多くないし、個人的に東北でそういうことをやりたいと思ったんです。」という。
『ほし×こえ』というイベントもそういう思いから立ち上げており、「イベントもなかなか苦労は多いんです。地方での開催はハードルも高いし、うまく許可が下りないこともある。自分の思いとは裏腹に、実現できることは数少なくて。できればボランティアのようなこともやっていきたいんですが、そこまでの余力はまだないんです。そういう意味では、ちょっと厳しい遊びをしてる感覚ですね。」とも語っていた。
事務所の社訓は「飯を食う」だという。理由は藤原曰く「飯を食おうと思ったらプロにならなくちゃならないし、技術を磨いていかなくてはならない。動機はそういう卑近なものでいいってことです。モテたいでも、親孝行したいでも、いい車に乗りたいでもなんでもいい。そういう執着心みたいなものが、動機になって自分を伸ばしてくれるはずなんです。自分という器をせっかく持って生まれた訳だから、執着心でその器をどこまで伸ばせるか、実検すればいいと思ってます。」だという。

## 所属声優

### 男性
| あ行 - 伊藤節生 - 大川隼汰 - 岡峯雄登 - 拝真之介 か行 - 木内太郎 - 金城慶 - 熊澤玄徳 - 髙坂篤志 | さ行 - 佐々木義人 た行 - 高岡ヒロシ - 田中路也 な行 - 奈良坂俊季 - 新倉健太 | は行 - 濱岡敬祐 - 平松瑠斗 - 福本剛優 - 藤川卓士 ま行 - 前田弘喜 - 宮内陽生 - 宮田哲朗（業務提携） - 元井健雄 |

### 女性
| あ行 - 阿部笑華 - 綾乃なつ - 有村祐希 - 池永麻希 - 井上遥乃 - 大塚琴美 - 奥紗瑛子（業務提携） | か行 - 河野茉莉 - 栗林美月 - 香坂さき - 小堀友里絵 - 向坂美菜実 さ行 - 桜井春香 - 佐藤恵 | た行 - 立華瑛菜 な行 - 貫井柚佳 | は行 - 波賀悠来 - 日南和 - 藤田昌代（業務提携） ま行 - 町山芹菜 - 実澄茉衣子 - 村上麻衣 や行 - 山本瑞稀 - 幸野央枝 |

## かつて所属していた主な声優

### 男性
- 岡部悟（現所属：東京俳優生活協同組合）
- 川島零士（現所属：青二プロダクション）
- 近藤孝行（現所属：青二プロダクション）
- 桑畑裕輔（引退）
- 角研一郎（フリー）
- 田中誠人（フリー）
- 中尾一貴（業務提携として所属、フリー）
- 野間田一勝（フリー）
- 平川正三（現所属：東京俳優生活協同組合）
- 藤原啓治（設立者、初代代表取締役、在籍中に死去）
- 安田廉平（フリー）
- 山本彬（フリー）
- 三好翼（現所属：プロダクション・エース）
- 重松千晴（現所属：東京俳優生活協同組合）
- 篠原孝太朗（現所属：リマックス）
- 野坂尚也（現所属：リマックス）
- 松久博記（フリー）
- 村上紀生（現所属：アクロスエンタテインメント（預かり））
- 村上裕哉（現所属：マウスプロモーション）

### 女性
- 亜城めぐ（フリー）
- 五十嵐浩子（フリー）
- 伊藤はるか（フリー転向後引退）
- 大久保英恵（引退）
- 大森ゆき
- 尾崎恵（フリー）
- 押山沙織（フリー）
- 川﨑芽衣子（現所属：東京俳優生活協同組合）
- 北西純子（フリー）
- 桐島ゆか（現所属：ネクシード〈預かり〉）
- 小林真麻（フリー）
- こやまきみこ（フリー）
- 佐々木詩帆（フリー）
- 櫻井彩夏（現所属：PONTE）
- 清水彩香（現所属：マウスプロモーション）
- 鳥羽月子（引退）
- 名賀亜美（フリー転向後引退）
- 中隈志保（フリー）
- 登日々季（フリー）
- 藤村鼓乃美（現所属：Arte Refact）
- 前田玲奈（現所属：ステイラック）
- 道井悠（フリー）
- みさお（引退）
- 森千早都（現所属：FIRST WIND production）
- 矢島晶子（現所属：アクロスエンタテインメント）

## AIR AGENCY声優養成所
2008年（平成20年）5月に「AIR AGENCYワークショップ」という名称で開講。2010年（平成22年）4月より現在の名称に変更し養成所として開校する。養成期間は1年間。

### 主な出身者
- ワークショップ：五十嵐浩子、大久保英恵、大塚琴美、桑畑裕輔、小林真麻、鳥羽月子、野坂尚也、野間田一勝、村上裕哉
- 1期：押山沙織、川﨑芽衣子、佐々木義人、藤村鼓乃美、望月沙織、森千早都
- 2期：桐島ゆか、篠原孝太朗、前田弘喜、道井悠、村上麻衣、八木あずさ
- 3期：伊藤節生、大森ゆき、拝真之介、小川祥平、河野茉莉、櫻井彩夏、佐々木詩帆、田中誠人、豊田満里奈、中隈志保、濱岡敬祐、干川もとみ、松永歩弓、由良沙央合
- 4期：伊藤はるか、井上遥乃、今村円香、奥紗瑛子、河崎奈月、菊池里菜、楠洋平、小池万瑠美、桜悟、永見ノア、波賀悠来、平川正三、槇野友美、松久博記、安田廉平、山本彬
- 5期：藍沢美帆、池永麻希、伊佐朋美、伊丹大志、石川紗希、川北紫保、木内太郎、菊池里菜、香坂さき、重松千晴、髙久紀生、髙原かほり、名賀亜美、西野ひかり、野原さあや、宮武嵐、宮戸得次、三好翼、山本瑞稀